# Ги По
Ги (Гийо) По (фр. Guy (Guiot) Pot; ок. 1428 — ранее 29 апреля 1495 или 1510), граф де Сен-Поль — французский придворный и дипломат.

## Биография
Второй сын Жака По (1399—1458), сеньора де Ла-Прюньи, советника и камергера герцога Бургундского, и Маргерит де Куртьямбль. Внук Ренье По, брат Филиппа По.
Сеньор де Ла-Рошпо, Шатонёф, Дамвиль, Ла-Прюньи и Торе.
Начинал службу камергером у герцога Шарля Орлеанского, которому приходился дальним родственником, так как по матери происходил от Мастино Висконти, сына Бернабо. Стал советником и одним из трех главных служителей герцога, наряду с Филиппом де Эдувилем и Жоржем де Брийяком. В 1456 году получал 90 ливров за триместр, затем стал губернатором и бальи Валуа с жалованием 100 ливров в год (1458—1461). Шарль Орлеанский посылал его с миссиями к герцогу Бургундскому, а после прихода к власти Людовика XI пользовался услугами По в переговорах с королем. В 1464 году Ги По договаривался с королевской делегацией о решении Астийского дела. Король, оценивший его дипломатические способности, тогда же назначил Ги своим советником и камергером.
По мнению биографа Людовика XII Рене де Мольд-Лаклавьера, Ги По «был жаден до крайности, и до конца своей жизни, уже накормленный до отвала золотом и сеньориями, сделав княжеские приобретения, никогда не пренебрегал даже небольшой выгодой. Он дерзко украшал шлемовый намет на своем гербе и киматий павлиньей головой, и можно было подумать, что это голова Меркурия, ибо он был торговцем». При дворе герцога Орлеанского, как и прочие куртизаны, не брезговал сложением виршей, и считался одним из признанных рифмачей; по крайней мере, однажды его баллады были включены Марией Клевской в коллективный сборник стихов придворных поэтов.
По словам Жозефа де Круа, «его находят человеком расчётливым, с низкой душой, вульгарным, меркантильным, куртизаном, слепо подчинявшимся страстям Людовика XI; подходящим инструментом для осуществления замыслов, вынашиваемых королем в отношении Орлеанского дома. Зная в точности происхождение Ги По, можно было бы объяснить некоторые противоречия в его характере. Его утонченная и артистическая натура, его замечательный вкус к интриге, не было ли это наследием матери-итальянки?».
Ги По вел переговоры с двором о браке Луи Орлеанского с дочерью короля Жанной Французской, а в 1465 году под влиянием Людовика XI был назначен воспитателем юного герцога.
К 1465 году, помимо губернаторства в Валуа, занимал должность бальи и губернатора Блуа, имея в своем распоряжении четырнадцать лучников, и фактически распоряжался в Блуаском замке, держа в подчинении герцогскую семью и ее владение. После смерти сира де Морнака добился от герцогини Орлеанской капитанства в Куси с 340 ливрами жалования, которое затем было увеличено до 400 ливров.
В качестве дипломата в 1467 году ездил к Карлу Смелому в Брюгге, в 1470-м и 1475 — феврале 1476 также входил в состав посольств к бургундскому правителю. Именно в ответ на слова Ги По в 1470 году герцог Бургундский, согласно Жоржу Шателену, бросил свою знаменитую реплику про обычаи португальцев.
В 1475 году Людовик XI направил Ги в качестве одного из своих комиссаров на Нуайонскую конференцию. В том же году тот стал капитаном Бове, Компьена и Нуайона, в следующем был обозначен как бальи Вермандуа от короля, а Валуа и Блуа от герцогини Орлеанской. От этого сеньора, сосредоточившего в своих руках несколько должностей и всюду получавшего хорошее жалование, сохранилось большое количество расписок. Не довольствуясь этими выплатами, По настойчиво добивался королевского пенсиона. Позднее стал также капитаном Орлеана. На королевской службе стал обладателем значительного, даже огромного состояния.
Капитанские посты, которые занимал По, делали его крупной фигурой в системе обороны королевства: «он прикрывал Париж и держал ключ от Франции на востоке», с другой стороны, как капитан, губернатор и бальи Орлеана, контролировал течение Луары.
Получил лучшую часть владений, конфискованных у казненного коннетабля Луи де Люксембурга, в том числе графство Сен-Поль (февраль 1476), к которому после оккупации бургундских земель добавились владения на севере. 28 июля 1477 принес королю присягу за Сен-Поль, сеньории Тенгри, Юкилье, Эдиньёль, владение и сеньорию Белль, зависевшие от графства Булонского; владение и сеньорию Фортель и Буберский лес, зависимые от Эденского замка, владение и сеньорию Люшё, зависевшую от Пероннской цитадели.
Сен-Поль он в том же 1477 году вернул сыну коннетабля Пьеру II де Люксембургу в соответствии с соглашением между Людовиком XI и Марией Бургундской, другие владения должен был возвратить согласно Аррасскому и Санлисскому договорам, но удерживал их до 1504 года.
Приобрёл у Никола д’Англюра, называемого Деложем, и его жены Маргерит де Монморанси, сеньорию Дамвиль (грамота бальи Эврё, февраль 1474), но так как годом ранее Жан II де Монморанси продал ту же сеньорию за 8 000 экю Жану де Анже, сиру де Жанлису, в результате началась тяжба.
Ги По был одним из немногих приближенных Людовика XI, присутствовавших при его кончине, и входил в число высших чиновников, рекомендованных Людовиком своему преемнику (наряду с Филиппом де Коммином, сеньором дю Бушажем, Оливье Ле Деном и Филиппом де Кордом).
В 1483 году был назначен губернатором Турени вместо попавшего в опалу Жана Дюфу, но в том же году его самого сменил на этом посту Луи де Лаваль, сеньор де Шатийон. Бальи графства Клермон-ан-Бовези (1489).
Занимая должность губернатора и бальи Блуа и Орлеана 23 августа 1494 основал «губернаторскую часовню» в церкви Сен-Никола-де-Блуа аббатства Сен-Ломе-де-Блуа, освященную в 1504 году его братом Луи, аббатом Сен-Ломе. Готическая часовня, где губернатор распорядился соорудить свою усыпальницу, «представляет красивые детали в пламенеющем стиле, но прискорбно перегружена и изуродована».
Оставался губернатором и бальи Блуа до своей смерти и был сменен в этой должности Луи де Эдувилем 29 апреля 1495, а в качестве капитана Блуаского замка Жоржем, бастардом д’Оси, подеста Асти, 13 июня 1495 года направившим для принятия полномочий своего представителя.

## Семья
Жена (ок. 1460): Мари де Вилье де Лиль-Адан, дочь Жака де Вилье де Лиль-Адана и Жанны де Нель, вдова Луи де Суайекура
Дети:
- Ренье (ум. 1502/1503), сеньор де Ла-Прюньи, Ла-Рошпо, Мёрсо, Торе, Дамвиль, барон де Шатонёф, виночерпий короля, капитан Бове
- Анн (ум. 24.02.1510), дама де Ла-Рошпо. Муж (17.07.1484): Гийом де Монморанси (ум. 1531)

## Комментарии
1. ↑  На самом деле итальянское происхождение имела его бабка; Круа повторяет распространенную в его время ошибку, считая Ги сыном Ренье По
2. ↑  Реституция владений Луи де Люксембурга заняла много времени. По прошествии восьми лет со времени конфискации Мария де Люксембург и ее муж Жак де Ромон добились от короля возвращения значительной части владений, декларация Карла VIII от 15 апреля 1487 (Pardessus, p. 482), жалованная грамота, данная в июле того же года в Ансени (Lettres de Charles VIII, p. 243), и постановление парламента 10 февраля 1489 (Croy, 414) еще раз подтверждали реституцию, но Ги По принес жалобу на то, что королевская власть раздаривает его земли Марии и ее мужьям, и король в связи с этим 19 февраля 1492 направил письмо в парламент (Lettres de Charles VIII, pp. 242—244). Декларация Людовика XII от 29 мая 1504 снова подтвердила реституцию (Pardessus, p. 515)
3. ↑  При этом в картулярии аббатства Сен-Ломе в 1484 году обозначен как губернатор Турени (Croy, p. 414)